# Don't Give Up on Me
Don't Give Up on Me è un album di Solomon Burke pubblicato nel 2002. Nel 2003 ha vinto il Grammy Award al miglior album blues contemporaneo.

## Tracce
1. Don't Give Up on Me ( five feet apart) – 3:45
2. Fast Train – 5:34
3. Diamond in Your Mind – 4:24
4. Flesh and Blood – 6:07
5. Soul Searchin' – 3:59
6. Only a Dream – 5:09
7. The Judment – 3:30
8. Stepchild – 5:10
9. The Other Side of the Coin – 3:46
10. None of Us Are Free – 5:29
11. Sit This One Out – 4:33